# Justine Skye
Pour les articles homonymes, voir Skye.
Justine Indira Skyers, connue sous le nom de Justine Skye, née le 24 août 1995 à New York, est une chanteuse, modèle et compositrice américaine.

## Jeunesse
Elle est née le 24 août 1995 à Fort Greene, Brooklyn, New York, de parents jamaïcains, Nova Perry, avocat du droit du divertissement, et Christopher Skyers, vice-président de la division marchandise de l’entreprise. Elle est d'origine afro-jamaïcaine et indo-jamaïcaine.

## Carrière
Justine a fait ses débuts de carrière de chanteuse quand elle a chanté des chansons pour le livre “Rules To Rock By”. 
Elle est connue pour avoir fait une couverture sur les "Titres" par Drake, qui a reçu 2 millions de vues sur YouTube. Son premier EP, Everyday Living, lui a permis d'avoir un contrat avec Atlantic Records en 2013 et communiqué avec eux l'album Emotionally Unavailable. Pendant ce temps, elle a fait une chanson "Collide", avec le rappeur Tyga.
Elle a également fait des apparitions à la télévision, y compris une apparition dans le dernier épisode de House of DVF.
En 2016, elle a quitté Atlantic et signé à Roc Nation et Republic Records, et prépare un nouvel album.
En octobre 2017, elle a été la source de controverse quand elle s'agenouilla pendant une partie du chant de l'Hymne National au Barclays Arena à Brooklyn.
Le 7 décembre 2017, elle a annoncé son premier album, appelé Ultraviolet, qui sera disponible le 18 janvier. L'album contient les singles U Don't Know (avec Wizkid), Back For More (avec Jeremih) et Don't Think About It. Une nouvelle chanson sera disponible à minuit, Good Love, avec la pré-commande de l'album.

## Discographie

### Albums studio
- 2018 - Ultraviolet
- 2021 - Space + Time

## Filmographie

### Cinéma
- 2019 : How High 2 : Steffi
- 2019 : Already Gone : Keesha

### Télévision
- 2019 : Tales : Violet
- 2022 - 2023 : The Tonight Show Starring Jimmy Fallon : elle-même
- 2022 - 2023 : Grown-ish : Annika
- 2023 : Superstar: Aaliyah : Elle-même